# زبیگنیف لوبیه‌یفسکی
زبیگنیف لوبیه‌یفسکی (انگلیسی: Zbigniew Lubiejewski؛ زادهٔ ۶ نوامبر ۱۹۴۹) بازیکن والیبال اهل لهستان بود.